# Márton Béla (festőművész)
Márton Béla (született Adalbert Lux) (Clairton, Pennsylvania, USA, 1913. március 1. – Százhalombatta, 2007. március 22.) festőművész. 

## Élete
Selmecbányai szülei az elszegényedés elől menekültek az Egyesült Államokba 1905-ben, ahol Adalbert Lux-ként látta meg a napvilágot. Hentesmester édesapja bízott az Újvilágban, édesanyja azonban soha nem tudta azt megszokni, ezért 1921-ben a család – vagy egy része – visszatelepült az akkori Csehszlovákiába, a felvidéki Rozsnyóba (Rožňava). Édesanyja nem sokkal élte túl a fáradságos utazást, ezért Lux Adalbertet egy rokonuk, a Márton család vette gondozásba. Később a nevelőapja bátorította, hogy folytasson képzőművészeti tanulmányokat.
A főiskola elvégzése után 1939-1941 között Rozsnyón élt. 1941-ben a kárpátaljai (ma Ukrajnához tartozik) Ungvárra költözött, itt élt és alkotott 1972-ig. 1945-ben akaratán kívül szovjet állampolgár lett. 1973-ban települt át Magyarországra, Százhalombattára. Festővásznait a vámtisztet kijátszva, a szőnyegek közé rejtve csempészte be az országba. Feleségével, Kosztelnyik Margarétával a Pest megyei kisvárosban élt és alkotott haláláig.

## Tanulmányai
- 1932-ig szlovák nyelvű középiskolában tanult, rajztanára Tichy Kálmán (1888-1968) festőművész volt.
- 1932-1934 között Brno-ban (Brünn) folytatta tanulmányait az Iparművészeti Főiskola festői szakán, cseh nyelven.
- 1934-1936-ig Gablonzon (Jablonec nad Nisou) a német nyelvű főiskola padját koptatta, ahol festő szakon diplomázott. Tanárai Ján Süsser, Richard Fleisner professzor és Karl Viktor Mayr (1882-1974) voltak.
- 1936-ban sikeres felvételi vizsgát tett, így Budapestre került a Képzőművészeti Főiskolára, ahova 1941-ig járt. Tanára Benkhard Ágost (1882-1961) festőművész volt.
- Főiskolai tanulmányait Gablonzon fejezte be, ezután festői tudása továbbfejlesztése érdekében 1937-39-ig Jičín városában Jindrich Procházka akadémikus stílusban alkotó festőnél töltött két évet.

## Munkássága
Szovjetunióbeli, ungvári tartózkodása alatt akkoriban államilag kötelezték a festőművészeket – negyedéves terv alapján meghatározott mennyiségű – portrék készítésére Leninről, Sztálinról és más szovjet pártvezetőkről. Ennek teljesítése esetén kaphattak újabb vásznakat, festéket immár szabad felhasználásra, illetve fizetségben is részesültek. Márton Béla próbált megfelelni ezen kívánalmaknak és 3900 portrén örökítette meg az akkori Szovjetunió „kiválóságait", hogy elkerülje a munkatábort, de egy életre elege lett a portréfestésből.
Számos alkotását vásárolták meg állami közgyűjtemények, bekerült az 1972-ben Kijevben megjelentetett képzőművészeti lexikonba, sőt egyik tájfestményének reprodukcióját képeslapként sokszorosították.
Harminc évig várta, hogy visszatérhessen szeretett témájához, a tájképfestészethez, és újból láthassa a „világ legszebb városát", Budapestet. Álma 1972-ben vált valóra, visszatelepülhetett Magyarországra. Százhalombattán gyorsan népszerű lett, de a rendszerváltáskor „kegyvesztetté vált". Mint mondta, „nedves szivaccsal törölték le a színről". Néhány évig csak fővárosi galériáknak dolgozott, battai „rehabilitációjára" 1994-ben, a nyolcvanadik születésnapjára rendezett ünnepi tárlaton került sor. Valójában már nyolcvanegy éves volt.
Márton Béla az anyanyelvén kívül beszélt németül, szlovákul és oroszul is. Közép-európai ember volt a fogalom humanista értelmében, szíve szerint magyar. Önmagát – lelki alkata miatt – elsősorban tájképfestőnek tartotta, s bár sok portrét is készített, saját bevallása szerint ezzel soha nem tudott igazán azonosulni. Szerinte Isten arra teremtette az embert, hogy megóvja, megszépítse és megörökítse a természetet. Rengeteg ujjgyakorlat és stílus kipróbálása után realista festőnek vallotta magát, akit megérintett a posztimpresszionizmus. Képei a szabadban (plein air) olaj, tempera vagy pasztell technikával készültek.
Festészetével a Németh László-i “testvérek” eszméje jegyében a békességet és a lelki, szellemi kézfogást ápolja, teremti úgy, hogy festményeivel megszenteli a tájat, otthonait, Rozsnyó környékét, Kárpátalját. Képeiben a Kárpátok színes csendjét érzékeljük a házaktól hemzsegő budai domboldalakig, értelmezésében fővárosunk zaját elnyeli a színes békesség. Megörökítette a százhalombattai óvárost: a görögkeleti szerb ortodox és a római katolikus templomokat, a romantikus utcákat, a löszdombokba búvó házakat, a Dunát, a Duna-parti fákat és megszámlálhatatlan mennyiségben a Duna-menti naplementéket. Művészetével, stílusával ezen tájak legkisebb közös többszörösét hozza létre, dombokat, fákat, folyókat úgy, hogy miközben önmaguk, egymásra is hasonlítsanak.
A kérdésre, hogy miért települt pont Százhalombattára, ezt válaszolta: „Magyarázatul a festői Óváros, a Duna-part panorámája szolgál. Imádok ebben a környezetben, felnőttektől és gyerekektől körülvéve dolgozni.” A város minden polgára ismerte munkásságát, látogatta tárlatait, a legnagyobb gyűjtemény festményeiből a város lakóinak tulajdonában áll. 
Halála napjáig Százhalombattán élt, öröksége a város kulturális identitásának fontos részévé vált.
Sírja a százhalombattai város temető 3A parcellájában, díszsírhelyen található.

## Díjak, elismerések
- Ungvári tartózkodása alatt, 1970-ben a Szovjetuniótól Dicső Munkáért kitüntetést kapott.
- Munkásságáért Százhalombatta városa 1995-ben Pro Urbe Százhalombatta díjban, 2000-ben Kultúráért Díjban részesítette.
- Sóskút községtől 1996-ban Pro Urbe Sóskút emlékérmet kapott.
- 2003-ban megkapta a Magyar Köztársaság Arany Érdemkeresztjét.
- 2007-ben Pest Megye Önkormányzata posztumusz Pest Megye Művészetéért Díjat adományozott emlékére.

## Kiállításai
Első kiállítása Jičínben volt 1937-ben.

### Egyéni kiállítások
- 1978 – Szekszárd • Simontornya
- 1980 – Venezuela
- 1987 – Gyöngyös
- 1994 – Százhalombatta • Sóskút • Buda, Budapest
- 1997 – Kábel Művek, Gyöngyös • Százhalombatta
- 1998 – Százhalombatta • Budaörs • Volán Elektronika, Budapest • Tassy Galéria, Szentendre.

### Válogatott csoportos kiállítások
- 1939 – Rozsnyó
- 1941, 1946 – Ungvár
- 1947 – Ukrán országos kiállítás, Kijev • Moszkva
- 1959 – Riga
- 1970 – Genova
- 1973 – Vilnius
- 1990 – Műcsarnok, Budapest
- 1994 – Tavaszi Tárlat, Petőfi Csarnok
- 1998 – Vigadó

### Művek közgyűjteményekben
Kijev – Ungvár.